# Josefa Tolrá Abril
Josefa Tolrà i Abril (Cabrils, Cataluña,1880 – Barcelona, 1959) fue una médium española y dibujante autodidacta que ejecutaba sus obras  en estado de trance.

## Biografía
Nació en Cabrils, en la comarca de El Maresme, en 1880.
Comenzó a dibujar cuando tenía 60 años, después de que dos de sus tres hijos fallecieran y Tolrá comenzara a escuchar voces. En sus creaciones empleaba diferentes técnicas, como el dibujo, la pintura o el bordado para plasmar lo que médium las voces de su interior le indicaban cuando estaba en estado de trance.
Sus composiciones muestran personajes de grandes ojos y rostros hieráticos, en muchas ocasiones con largas cabelleras flotantes y ropas exóticas.
Su obra sorprendió a artistas como Joan Brossa, Modest Cuixart o Antoni Tàpies. El Museo Reina Sofia, el Museo de Arte Contemporáneo de Barcelona, Can Palauet (Mataró) o el Institut d'Estudis Ilerdencs han expuesto parte de su obra. En el año 2015 figuró entre los artistas de la muestra Del segon origen. Arts a Catalunya 1950-1977, realizada en el Museo Nacional de Arte de Cataluña.
Ha representado a España en la Bienal de Venecia, su obra se ha expuesto en el MNAC de Cataluña y esta  presente en las colecciones del Museo del Prado de Madrid, el Macba de Barcelona y el Pompidou de Paris entre otras instituciones..
Falleció en 1959 en Barcelona.